# Мазово (Смоленская область)
Ма́зово — деревня  в  Смоленской области России,  в Ельнинском районе. Расположено в юго-восточной части области  в 26,5  км к северо-востоку от города Ельня.
Население — 127 жителей. (2007 год) В самой же деревни Мазово проживает 68 человек (2007 год). Административный центр Мазовского сельского поселения.
Ближайшая ж/д станция - Коробец, в 15 км к югу.

## История
Мазово известно ещё до революции. В деревне были два помещика: Кошелев(?) и Хлюстин (по фамилии последнего названа одна из частей деревни).
В годы Великой Отечественной войны около деревни дислоцировались партизаны, действовал партизанский полк имени 24-й годовщины РККА.
В деревне родился Герой Советского Союза Александр Савченков.

## Экономика
Мазово являлось центральной усадьбой совхоза "Верхне-Угранский" (в советские времена).

## Достопримечательности
- Курганы напротив д. Мархоткино на правом берегу р. Угра.